# Man Bhuridatta

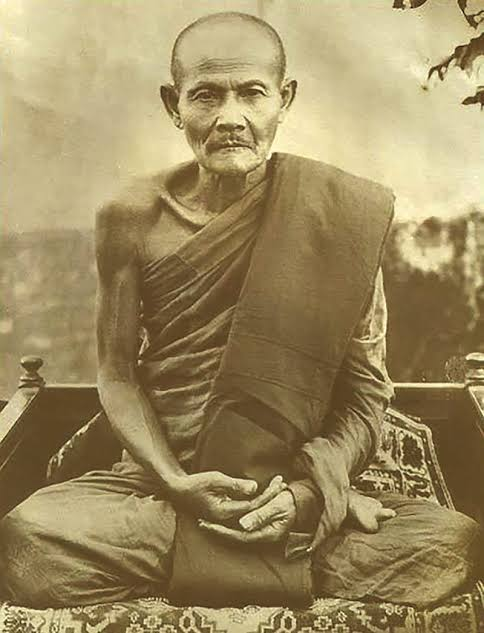
Ajahn Man Bhuridatta

Ajahn Man Bhuridatta Thera (em tailandês:  มั่น ภูริทตฺโต(Ubon Ratchathani Tailândia, 20 de janeiro de 1870 – 10 de novembro de 1949), foi um monge budista tailandês, conhecido por, junto com seu mentor Phra Ajahn Sao Kantasilo Mahathera, ter estabelecido a Tradição Tailandesa das Florestas (Tradição Kammathana), que posteriormente se espalhou pelo país e pelo mundo.

## Biografia

### Primeiros anos

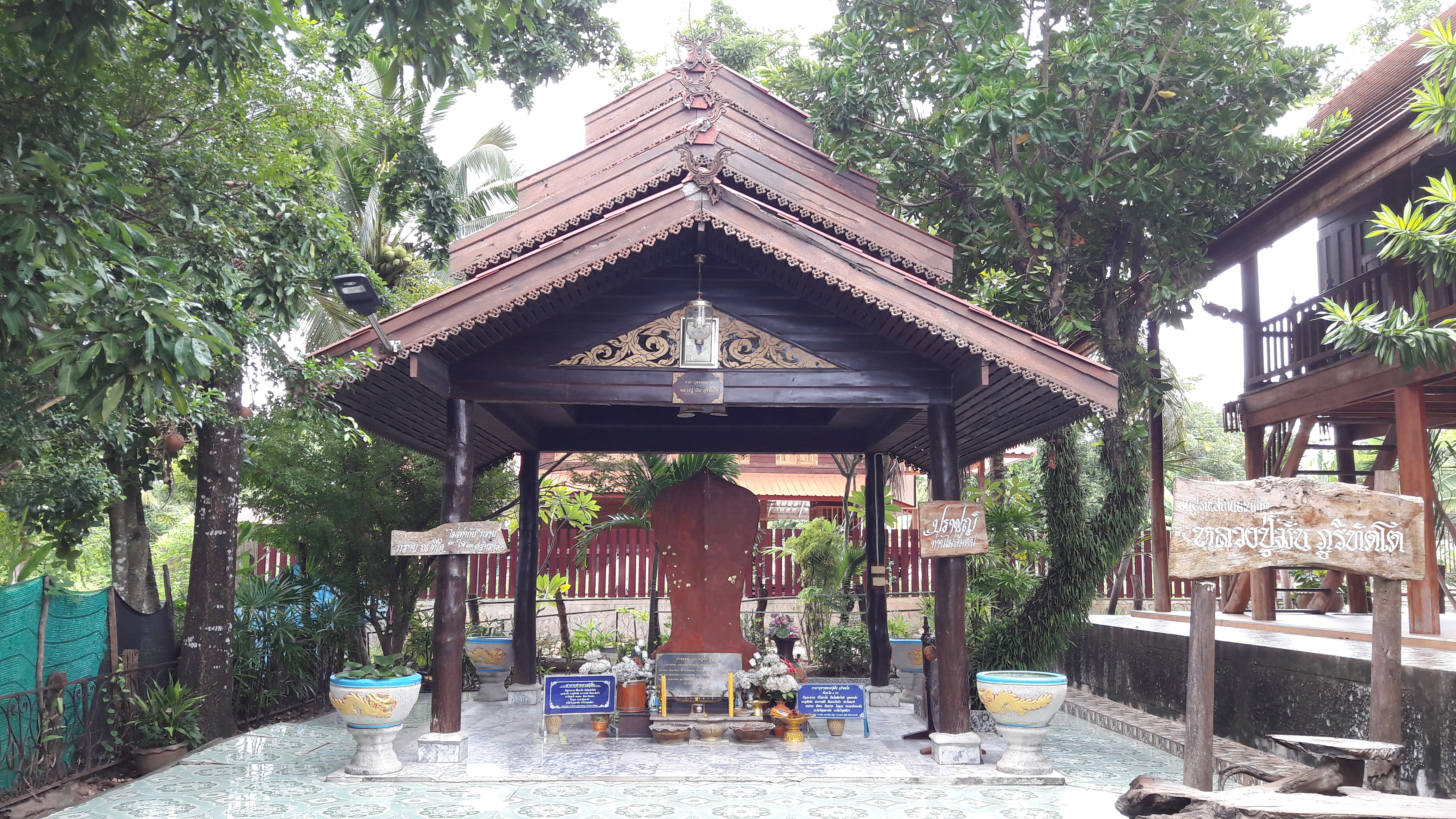
Marco no local onde Ajahn Man nasceu

Ajahn Man nasceu em 20 de Janeiro de 1870, em uma vila rural chamada Baan Kham Bong, atualmente distrito de Si Mueang Mai, no noroeste da Tailandia, sendo o mais velho de nove crianças, oito meninos e uma menina.
Man foi ordenado como noviço aos 16 anos no monastério local de Khambong, onde continuou por mais dois anos até 1888, quando precisou deixar o monastério a pedido de seu pai.

### Tornando-se monge
Ajahn Man teve a ordenação completa com 22 anos, em 12 de junho de 1893, no monastério de Wat Liap, na cidade de Ubon Ratchatani. Venerável Phra Ariyakavi foi seu preceptor. Seu professor foi venerável Phra Kru Prajak Ubolguna. Man recebeu na ordenação o nome budista de "Bhuridatta", que significa “abençoado com sabedoria”.
Após sua ordenação Man foi praticar meditação com Ajahn Sao de Wat Liap en Ubon, onde ele aprendeu a praticar as tradições monásticas do Laos. Ajahn Sao ensinou a Man um método de meditação para acalmar a mente, a repetição mental da palavra “Budho”. Ajahn Sao frequentemente levava Ajahn Man às densas florestas ao longo do rio Mekong para praticarem meditação juntos. Isto é conhecido como "thudong" em tailandês, um nome derivado do termo “dhutanga”, que descreve certas práticas ascéticas. Um dos primeiros thudong de longa distancia foi uma peregrinação a Wat Aranyaawaksi, no distrito de Thabor, na província de Nong Khai. Man ficou por lá durante um ano, sendo que neste tempo Wat Aranyaawaksi estava em ruínas e abandonado em meio à floresta.
Em 1899, Ajahn Man foi re-ordenado na Thammayut Nikaya, uma seita tailandesa que enfatizava a tradição monástica e o estudo das escrituras. Tendo práticado sob a supervisão de seu professor por muitos anos, Ajahn Man saiu por conta própria na sua busca por professores avançados de meditação. Durante os próximos anos ele vagou extensivamente através do Laos, Tailândia e Birmânia, praticando meditação em florestas isoladas. Ajahn Man e Ajahn Sao sairam em peregrinação juntos novamente em 1905 para o santuário de Phra That Phanom, um centenário centro Theravada sagrado para o povo do Laos.

### Thudong solitário
Ajahn Man então vagou solitário seguindo para o norte, para a provincia de Sakhon Nakhon. Hoje em dia há um museu nesta área dedicado a Ajahn Man, no templo de Wat Pa Sutthavat, na cidade de Nong Han Luang.
Ele então vagou me direção a Udon Thani, adentrando uma região de floresta selvagem, cheia de cavernas pré-históricas. Ele continuou sua peregrinação sem rumo ainda mais fundo na floresta de Loei, uma terra temida pelos tailandeses, que a descrevem como “além”, e “para o longínquo extremo” do mundo. Esta área selvagem ao longo do rio Mekong consiste de montanhas com extremos de altas e baixas temperaturas.

### Para a Birmânia
Em 1911, Ajahn Man decidiu seguir até a Birmânia, em busca de um professor de meditação de alto grau, que poderia ajudá-lo em sua busca por iluminação. Ele seguiu por partes, desde o nordeste da Tailandia descendo até Bangkok indo por florestas e montanhas. De acordo com Thanissaro Bhikkhu: “Sua busca levou quase duas décadas e envolveu incontáveis dificuldades à medida que ele trilhava através das selvas do Laos, Tailandia central e Birmânia, mas ele nunca achou o professor que procurava. Gradualmente ele percebeu que teria que seguir o exemplo do Buda e tomar a natureza própria como seu professor.” Enquanto esteve na Birmânia ele visitou o Pagoda Shwedagon entre outros lugares, ele passou o retiro das chuvas de 1911 em Moulmein, na Birmânia.  Ele foi profundamente afetado pela moralidade, generosidade e forte disciplina monástica do dos Mon e Shan que ele encontrou na Birmânia.

### De volta à Tailandia central e Isan
Em 1912, Ajahn Man passou o Retiro das Chuvas em Wat Sa Pathum (hoje em dia conhecido como Wat Pathum Wanaram) em Bangkok, onde ele recebeu instruções e conselhos de Phra Upali, de Wat Boromnivasin. Após o Vassa, ele seguiu para a cidade de Lopburi e ficou em várias cavernas como Phaikwang, monte Khao Phra Ngarm e caverna Singho, onde ele praticou meditação intensa.
Em 1913 ele ficou na caverna Sarika na Grande Montanha (Khao Yai) em Nakhon Nayok. Foi nessa época, com a idade de 43 que ele atingiu o estágio de Anagami, de acordo com a biografia escrita por seu discípulo Luang Ta Maha Bua. Ajahn Man gastou os dois anos seguintes vivendo neste local nas montanhas Khao Yai. Ele lutou contra uma doença mortal durante esses anos. Um santuário para Ajahn Man está localizado nesta caverna hoje em dia sendo um grande local de peregrinação.
Em 1915, Ajahn Man passou o Retiro das Chuvas em Wat Sapathum em Bangkok, e frequentemente caminhava até o templo próximo para ouvir sermões de Ajahn Jan, um importante monge de alto escalão.
A partir daí Ajahn Man retornou aos distritos rurais do nordeste da Tailandia. Em 1918 ele passou o Retiro das chuvas em Wat Burapha, nas cercanias da cidade de Ubon. Ele ficou no mesmo monastério no Retiro das chuvas de 1920. Pelos próximos cinco anos ele vagou por distritos no norte da província de Isan.
Durante esses anos, Ajahn Man era cada vez mais reconhecido como sendo um professor altamente dotado, e atraiu um numero crescente de discípulos entre monges e leigos. Em 1926 ele foi acompanhado por um grupo de 70 monges em um “thudong” para o sul, até a vila de de Daeng Kokchang, e de volta para Ubon.
Nesta época, uma controvérsia cercou Ajahn Man e seus discípulos. As autoridades monásticas em Bangkok estavam no processo de impor reformas com a intenção de padronizar e centralizar a Sangha, e estavam pressionando os monges errantes da floresta a estabelecerem-se em templos e tornarem-se membros “produtivos” da sociedade. Administradores monásticos tinham suspeitas desses monges aparentementes “errantes” que viviam em florestas selvagens, além do alcance da civilização. Ajahn Jan, o administrador monástico da província, ordenou as pessoas a negar suporte aos monges errantes. Muitos dos discípulos de Ajahn Man foram levados sob custódia por autoridades civis.
Ajahn Man tornou-se crescentemente preocupado com a invasão de maneiras modernas que ameaçavam os costumes tradicionais monásticos em que ele havia treinado. Ele começou a pensar sobre deixar sua terra natal para buscar regiões mais remotas além do alcance das influencias modernizadoras de bangkok.
Em 1927 Man estava em Ubon, ensinando monges e leigos em Wat Suthat, Wat Liap e Wat Burapha. Ele arranjou cuidados para sua mãe idosa e então deixou a família para ir vagar na direção das planícies centrais da Tailandia, incerto de seu destino. Ele vagou pelas terras pouco populosas de Isan central, dormindo sob a sombra de alguma árvore ocasional e recebendo comida dos pobres plantadores de arroz pelo caminho, até chegar nas montanhas e selvas de Dong Paya Yen.

### Para a Tailandia norte
Em 1928 ele passou o Retiro das Chuvas em Wat Burpha em Ubon. Após o Retiro das Chuvas desse ano ele deixou o nordeste da Tailandia e não voltou mais até os últimos anos de sua vida. Ele foi primeiro a Bangkok e depois viajou norte para as províncias de Chiang Mai e Chiang Rai, onde ele permaneceu em retiro de meditação pelos 12 anos seguintes.
Ele era o abade em exercício em Wat Chedi Luang em Chiang Mai durante o ano de 1929, sob desígnios das autoridades de Bangkok. Quando seu superior Phra Upali morreu nesse ano ele deixou o templo sem notificar nem seus monges dependentes nem as autoridades monásticas de Bangkok.
Nos anos seguintes Ajahn Man iniciou um retiro de meditação na encosta leste da montanha Chiang Dao, e frequentemente gastava tempo meditando nas sagradas e remotas cavernas de lá. Inicialmente ele vagou pelo distrito de Mae Rim proximo de Chiang Dao, ficando nas florestas das montanhas tanto na estação seca quanto nas monções daquele ano.
Ajahn Man esteve novamente em Wat chedi Luan gem Chiang Mai em 1933 e de lá seguiu até a Birmânia.
De 1932 a 1938, Ajahn Man praticou meditação em vários locais através das florestas e montanhas em solidão, tendo pouco contato com pessoas. Estes anos de retiro solitário na natureza selvagem e inacessível são muito significantes na biografia de Ajahn Man. De acordo com seus discípulos ele disse ter atingido a iluminação, ou “tornou-se um Arahant” durante este tempo em retiro.
Ele passou o Retiro da Chuvas de 1935 na vida de Makkhao no distrito de Mae Pong. Em 1936 ele passou o retiro próximo à vila de Puphaya entre as tribos das colinas. No ano seguinte ele estava no distrito de Mae Suai em Chiang Rai entre as tribos Laui.

### De volta a Isan

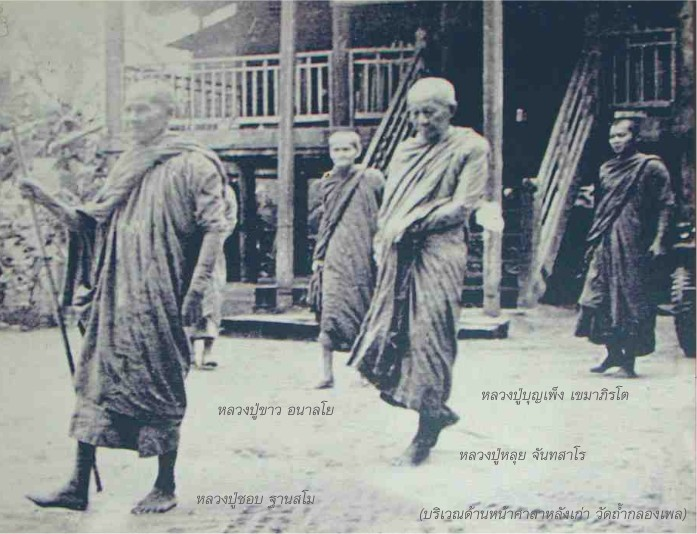
Discípulos de Man Bhuridatta:Ajahn Chob Thanasamo, Luangpu Khao Analayo, Luangpu Louis Candasaro e Luangpu Bunpeng Khemabhirato.(da esquerda para direita).

Em 1940, aos 70 anos, Ajahn Man começou a jornada de volta à sua terra natal de Isan no nordeste da Tailandia, em resposta ao persistente chamado de seus discipulos seniores. Ele primeiramente viajou sul até Bangkok, e então norte até Korat. Ele se demorou um tempo nas vastas selvas montanhosas de Nakhon Ratchasima, ficando em Wat Pa Salawan.
Quando ele chegou em Udon Thani ainda no ano de 1940 ele ficou no templo Wat Boghisamphon onde seu discípulo Chao Khun Dhammachedi era o abade. De lá ele seguiu até Wat Non Niwet para o Retiro das Chuvas.
Depois do vassa de 1940 ele seguiu vagando pelo interior até a vizinhança da vila de Ban Nong Nam Khem, revisitando as paisagens familiares de sua juventude. Ainda que com a idade de 70 anos ele ainda era capaz de cuidar de si mesmo e andar por ambientes selvagens.
Em 1941 ele passou  Retiro das Chuvas no monastério de Wat Nan Niwet em Udon Thani. Depois das chuvas ele viajou para Sakhon Nakhon, residindo primeiramente no monastério de Wat Suddhawat. Ele então se mudou para um monastério menor chamado Pheu Pond proximo à vila de Ban Na Mon. Pheu Pond era em uma floresta muito remota, estando a três ou quatro horas da vila mais próxima. Esse monastério hoje em dia é chamado de Wat Pa Bhuridatta em homenagem a Ajahn Man.
Ajahn Sao Kantasilo Mahathera, o primeiro professor de Ajahn Man, morreu em 1942. Ajahn Man se mudou para viver ainda mais fundo na floresta. Com a idade de 75, Ajahn Man decidiu se estabelecer permanentemente em Pheu Pond nas profundezas da floresta. Devido à diminuição de suas forças ele já não era mais capaz de vagar pela selva. Ajahn  Man morreu em 1949 em Wat Suddhavasa na provincial de Sakhon Nakhon. Ele atraiu durante sua vida inúmeros estudantes e, junto com seu professor Ajahn Sao, fundaram um ramo da Tradição das Florestas da Tailandia, atualmente espalhado por toda Tailandia e pelo mundo.

## Meditação na floresta
A prática de meditação de Ajahn Man era solitária e estrita. Ele seguia o Vinaya (disciplina monástica) com confiança e decisão, e também observou muitos do que são conhecidos como as 13 dhutanga (práticas ascéticas) clássicas. Buscando lugares isolados nas selvas do Laos e Tailandia ele evitou responsabilidades de manter uma vida monástica fixa e assim pôde gastar longas horas meditando dia e noite. Apesar de sua natureza reclusiva ele atraiu um grande número de estudantes que desejavam viver as dificuldades da vida na floresta para poderem viver com ele.
Posterior à sua morte um de seus discípulos, Ajahn Maha Buá, escreveu uma 'biografia espiritual' de seu professor. Nela são contadas muitas das habilidades extraordinárias que Ajahn Man Desenvolveu com sua meditação. Embora as habilidades 'supramundanas' de mestres da meditação sejam pouco aceitas entre os ocidentais, na Tailândia e parte do oriente tais questões são vistas de maneira mais usual do que é feito pelo olhar secular ocidental.

## Discípulos
- Ajahn Chah Subbhado
- Ajahn Chob Thanasamo
- Ajahn Dun Atulo
- Ajahn Fan Acaro
- Ajahn Khao Analayo
- Ajahn Kinari Candiyo
- Ajahn La Khemapatto
- Ajahn Li Dhammadharo
- Ajahn Maha Bua
- Ajahn Waen Succinno
- Mé Chi Kéu[3] (embora não tenha sido sua discípula direta, Ajahn Man teve forte influência em sua prática, dando-lhe instruções, previsões, etc)